# بير شمس
 بيرشمس  إحدى قرى مركز الباجور التابع لمحافظة المنوفية بجمهورية مصر العربية. تتبع القرية الوحدة المحلية لقرية بهناي، ويحدها شمالاً قرية الكتامية، وجنوبًا قرية كفر محمود، وشرقًا نهر النيل فرع دمياط، وغربًا قرية كفر الغنامية وقرية كفر الخضرة والتي يفصلها عنها الرياح المنوفي.

## التاريخ
ذكرها علي مبارك في كتابه الخطط التوفيقية، حيث ذكر أنها من قرى مديرية المنوفية، وفيها مسجدان وعدة أضرحة ومعمل زجاج وأبراج حمام وحلقة لبيع السمك، وبالقرية مرسى نيلي يرسو يأتيه من الصعيد تجار لبيع البلاليص، ويجاور القرية وابور لحلج القطن. ويزرع أهلها القمح والقلقاس وقصب السكر.

## السكان
بلغ عدد سكان بيرشمس 6,432 نسمة، حسب الإحصاء الرسمي لعام 2006.